# Google Lunar X Prize
Google Lunar X Prize är en tävling som utlysts av X Prize Foundation den 13 september 2007, tävlingen sponsras av Google. Tävlingens mål är att landa en obemannad robotbil, en så kallad "Rover", på månen. Bilen behövde sedan förflytta sig minst 500 meter och skicka TV-bilder tillbaka till jorden. 
Gjorde man detta före den 31 december 2012, skulle prissumman bli 20 miljoner US-dollar. Därefter sjönk prissumman till 15 miljoner US-dollar, vilken den var fram till den 31 december 2014.
Det fanns även extra prispengar att hämta om man till exempel fotograferade någon av de tidigare rymdsonder som skickats till månen. Utrustningen man skickar till månen måste även överleva minst en månad.
Redan 2012 stod det klart att ingen skulle hinna bli klara i tid och tävlingens tidsgräns flyttades fram till 31 december 2015. Senare flyttades tidsgränsen fram till 31 december 2017. Hösten 2017, då fem av de tävlande i princip var färdiga för uppskjutning men ingen skulle hinna i tid flyttades tidsgränsen på nytt till 31 mars 2018.
Den 5 april 2018 meddelade man att tävlingen skulle fortsätta på obestämd tid, men att prissumman slopats.
Den 11 april 2019, försökte det Israeliska teamet SpaceIL landa sin rymdsond Beresheet på månen.

## Tävlande
I februari 2008 fanns det tio registrerade Google Lunar X Prize teams:
- Odyssey Moon
- Astrobotic
- Team Italia
- Micro Space
- SCSG
- FredNet
- ARCA
- Lunatrex
- Quantam3
- Chandah